# 島原溫泉

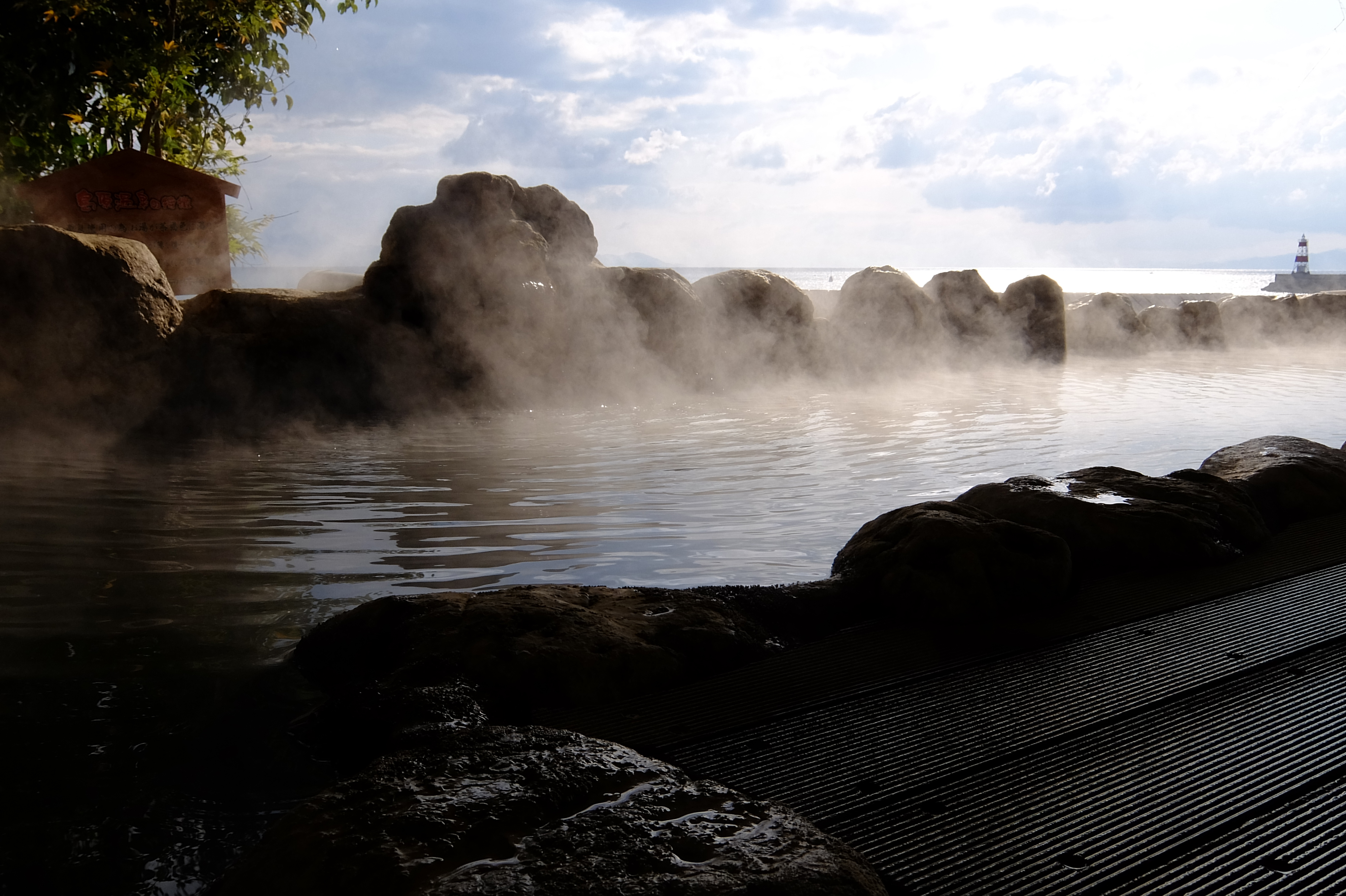
島原溫泉

島原溫泉（日语：しまばらおんせん）是位於日本長崎縣島原市的溫泉，也是島原半島地質公園的一部分。島原溫泉的泉質屬於炭酸水素塩泉，距離溫泉最近的鐵路車站是島原鐵道島原外港車站。溫泉街的大多數旅館主要位於島原外港附近，從這裡可以乘船直達熊本。源泉溫度約為40度，入浴中自然產生氣泡附著在肌膚表面。島原溫泉的歷史較新，開湯於昭和初期。

## 外部連結
- しまばら温泉観光協会 （页面存档备份，存于）